# ダカール県
ダカール県（ダカールけん、仏語：Département de Dakar）は、セネガル共和国ダカール州の県。ダカール州最西端に位置する。フランスのパリなどと同様にダカール1市で一つの県をなしている。ダカールは19の行政区にわかれている。